# Junge mit Pfeife
Junge mit Pfeife (Originaltitel: Garçon à la pipe) ist ein 1905 entstandenes Ölgemälde von Pablo Picasso, das den Übergang von der Blauen Periode zur Rosa Periode von Picasso markiert, indem er rosafarbene zu den blauen Farbtönen einfügte. Die Maße des Gemäldes betragen 100 × 81,3 cm.

## Entstehung und Beschreibung
Picasso malte das Gemälde in seinem Atelier am Montmartre, dem Bateau-Lavoir. Er hat hier den jungen P’tit Louis porträtiert, einen Handwerker, der gern Picasso bei der Arbeit zuschaute. Der Schriftsteller André Salmon, ein Besucher des Ateliers, überlieferte, dass Picasso eines Nachts eine Gesprächsrunde seiner Freunde verlassen habe und sich die Leinwand wieder vornahm, die er einen Monat lang nicht angerührt hatte. Picasso habe das Bildnis des kleinen Handwerkers zusätzlich mit Rosen bekränzt und aus einer Laune heraus „dieses Werk zu einem Meisterwerk gemacht“.
Das Gemälde zeigt einen vor einem rosafarbenen Wandteppich mit floralen Motiven sitzenden, nachdenklich schauenden Jungen im blauen Anzug. Er ist nah an den vorderen Bildrand gerückt, dieser überschneidet die geöffneten Beine und den rechten, entspannt fallengelassenen Arm. Er hält achtlos eine kleine Pfeife in den grazilen Fingern seiner linken erhobenen Hand. Neben den fein gemalten Gesichtszügen erscheint das rechte Ohr auffallend groß und plastisch; es scheint Aufmerksamkeit zu suggerieren, während der Gesichtsausdruck Selbstversunkenheit ausdrückt. Auf dem Kopf trägt er eine Blumenkrone mit rosafarbenen Rosen. Die träumerische Stimmung, die von diesem Bild ausgeht, lässt sich unter anderem mit der androgynen Schönheit des Jungen und dem Blumenschmuck erklären. Das Werk gehört zu den bedeutendsten Werken Picassos des Jahres 1905.

## Verbleib von 1910 bis 2004
1910 kaufte der Berliner Bankier Paul von Mendelssohn-Bartholdy das Gemälde. 1950 gelangte es über seine Witwe Elsa, die 1945 in die Schweiz geflüchtet war, und den Galeristen Walter Feilchenfeldt für den Preis von 30.000 Dollar in den Besitz von John Hay und Betsey Whitney.

## Versteigerungen
Am 5. Mai 2004 wurde das Gemälde Junge mit Pfeife bei Sotheby’s in New York per Telefonauktion für die damalige Rekordsumme für ein Gemälde von 104,2 Millionen US-Dollar (seinerzeit 58,5 Millionen Pfund Sterling, knapp 85,7 Millionen Euro) ersteigert. Der Käufer wurde nicht genannt, es gibt Vermutungen, dass es der Geschäftsmann Guido Maria Barilla gewesen sei. Einen neuen Rekordpreis für ein Gemälde Picassos gab es bei einer Kunstauktion in New York im Mai 2010. Bei der Versteigerung des Marie-Thérèse Walter darstellenden Gemäldes Akt mit grünen Blättern und Büste (1932) wurde ein Preis von 106,4 Millionen Dollar (rund 82 Millionen Euro) erzielt. Im Jahr 2015 brach Picassos Les femmes d’Alger (Version „O“) (1955) mit rund 179 Millionen Dollar den Rekordpreis für Gemälde und wurde zugleich zum teuersten je versteigerten Picasso.